# Te hazug!
A Te hazug! (Liar!) Isaac Asimov egyik 1941-es sci-fi novellája, amely az Astounding magazin májusi számában jelent meg. Megtalálható az Én, a robot és a Robottörténetek című novelláskötetekben is. Ebben a novellában jelenik meg először a robotika első törvénye, de a másik kettő még nem szerepel benne.

## Történet
|  | Alább a cselekmény részletei következnek! |

2021-ben járunk. A Herbie (HRB–34) nevű robotot Milton Ashe kísérte el a minőségvizsgálóba, eközben jött rá, hogy a robot olvas a gondolataiban. Ezt jelentette az Amerikai Robot vezetőségének, akik úgy döntenek, kivizsgálják az esetet, mitől lehet ilyen csodálatos képessége a robotnak. Peter Bogert matematikus és Alfred Lanning, az igazgató két különböző módon oldaná meg a problémát, amiből viták alakulnak ki köztük.
Először Susan Calvin beszélget a robottal, aki azt mondja neki, hogy a férfi, akit szeret – Ashe –, viszontszereti őt. Később Peter Bogert is meglátogatja a robotot, aki azt állítja, hogy nem ért a matematikához, valamint hogy Lanning már majdnem leköszönt és Bogert lesz a következő igazgató. Lanningnek viszont a robot kiszámolja az igazgató által helyesnek vélt egyenletek eredményét, és ugyanarra az eredményre jut, mint Lanning. Calvin szintén bonyolult matematikai problémákat oldat meg Herbie-vel.
Bogart és Lanning között összetűzés alakul ki, amikor elmondják egymásnak, mit mondott nekik Herbie. Állításukat bizonyítandó elindulnak a robothoz. Ezalatt Ashe elmondja Calvinnek, hogy megházasodik, felesége pedig az a fiatal nő lesz, akinek nemrég mutatta meg a gyárat. Susan Calvin teljesen kikészül, a robothoz rohan, ahol rájön Herbie hazugságának okára: az első törvény szerint nem okozhat kárt az embernek, még pszichés kárt sem, így azt kell válaszolnia a kérdésre, amit a kérdező hallani szeretne. Amikor megérkezik a két férfi is, Calvin rámutat, hogy Herbie megsértette az első törvényt, miközben az első törvény szerint cselekedett (a kegyes hazugságai ártottak az embereknek), ez a közlés a robot agyát leblokkolja, így nem derül ki, mitől lett a robot gondolatolvasó.
|  | Itt a vége a cselekmény részletezésének! |

## Megjelenések

### angol nyelven
1. Astounding, 1941. május
2. I, Robot (Gnome Press, 1950)
3. Human? (Lion, 1954)
4. I, Robot (Digit, 1958)
5. Modern Masterpieces of Science Fiction (World, 1965)
6. Masters' Choice (Simon & Schuster, 1966)
7. Doorway Into Time (MacFadden-Bartell, 1966)
8. 18 Greatest Science Fiction Stories (Tempo, 1971)
9. Mind to Mind (Thomas Nelson, 1971)
10. In Dreams Awake (Dell, 1975)
11. Approaches to Science Fiction (Houghton Mifflin, 1978)
12. The Great SF Stories 3 (1941) (Daw, 1980)
13. Isaac Asimov (Octopus, 1981)
14. The Complete Robot (Doubleday, 1982)
15. The Robot Collection (Doubleday, 1983)
16. The Golden Years of Science Fiction (Second Series) (Bonanza/Crown, 1983)

### magyar nyelven
1. Én, a robot (Kossuth, 1966, ford.: Vámosi Pál)
2. Robur #10, 1985. (ford.: Vámosi Pál)
3. Én, a robot (Móra, 1991, ford.: Vámosi Pál)
4. Robottörténetek, II. kötet (Móra, 1993, ford.: Vámosi Pál)
5. Isaac Asimov teljes Alapítvány-Birodalom-Robot Univerzuma, I. kötet (Szukits, 2001, ford.: Vámosi Pál)
6. Én, a robot (Szukits, 2004, ford.: Vámosi Pál)

| Előző              | Sorozat                                               | Következő             |
| ------------------ | ----------------------------------------------------- | --------------------- |
| Fogd meg a nyulat! | Robot sorozat Alapítvány–Birodalom–Robot regényciklus | Tökéletes kiszolgálás |